# العلاقات المغربية الكمبودية
العلاقات المغربية الكمبودية هي العلاقات الثنائية التي تجمع بين المغرب وكمبوديا.

## مقارنة بين البلدين
هذه مقارنة عامة ومرجعية للدولتين:
| وجه المقارنة                                              | المغرب                                 | كمبوديا                   |
| --------------------------------------------------------- | -------------------------------------- | ------------------------- |
| المساحة (كم2)                                             | 710.85 ألف                             | 181.03 ألف                |
| عدد السكان (نسمة)                                         | 36.07 مليون                            | 16.01 مليون               |
| الكثافة السكانية (ن./كم²)                                 | 50.74                                  | 88.44                     |
| العاصمة                                                   | الرباط                                 | بنوم بنه                  |
| اللغة الرسمية                                             | اللغة العربية، أمازيغية معيارية مغربية | اللغة الخميرية            |
| العملة                                                    | درهم مغربي                             | ريال كمبودي، دولار أمريكي |
| الناتج المحلي الإجمالي (بليون دولار)                      | 109.14 مليار                           | 22.16 مليار               |
| الناتج المحلي الإجمالي (تعادل القوة الشرائية) بليون دولار | 274.06 مليار                           | 54.37 مليار               |
| الناتج المحلي الإجمالي الاسمي للفرد دولار أمريكي          | 2.88 ألف                               | 1.16 ألف                  |
| الناتج المحلي الإجمالي للفرد دولار أمريكي                 | 7.49 ألف                               | 3.26 ألف                  |
| مؤشر التنمية البشرية                                      | 0.628                                  | 0.555                     |
| رمز المكالمات الدولي                                      | +212                                   | +855                      |
| رمز الإنترنت                                              | .ma                                    | .kh                       |
| المنطقة الزمنية                                           | ت ع م+01:00                            | ت ع م+07:00               |

## منظمات دولية مشتركة
يشترك البلدان في عضوية مجموعة من المنظمات الدولية، منها:
| علم المنظمة | اسم المنظمة                               | تاريخ انضمام المغرب | تاريخ انضمام كمبوديا |
| ----------- | ----------------------------------------- | ------------------- | -------------------- |
|             | وكالة ضمان الاستثمار متعدد الأطراف        | 17 سبتمبر 1992      | 1 ديسمبر 1999        |
|             | منظمة الشرطة الجنائية الدولية             | ?                   | ?                    |
|             | منظمة حظر الأسلحة الكيميائية              | ?                   | ?                    |
|             | منظمة التجارة العالمية                    | 1995                | ?                    |
|             | الفريق المعني برصد الأرض                  | ?                   | ?                    |
|             | الأمم المتحدة                             | 12 نوفمبر 1956      | 14 ديسمبر 1955       |
|             | مؤسسة التمويل الدولية                     | 30 أغسطس 1962       | 26 مارس 1997         |
|             | يونسكو                                    | 7 نوفمبر 1956       | 3 يوليو 1951         |
|             | مؤسسة التنمية الدولية                     | 29 ديسمبر 1960      | 22 يوليو 1970        |
|             | البنك الدولي للإنشاء والتعمير             | 25 أبريل 1958       | 22 يوليو 1970        |
|             | المركز الدولي لتسوية المنازعات الاستشارية | 10 يونيو 1967       | 19 يناير 2005        |
|             | الاتحاد البريدي العالمي                   | ?                   | ?                    |
|             | الاتحاد الدولي للاتصالات                  | 1 نوفمبر 1956       | 10 أبريل 1952        |

## وصلات خارجية
- موقع وزارة الخارجية المغربية
- موقع وزارة الخارجية الكمبودية